# أحمد مصيلحي
أحمد عادل مصيلحي (مواليد 25 نوفمبر 1994) هو لاعب كرة يد مصري، مثّل بلاده في الألعاب الأولمبية الصيفية 2020. يلعب في مركز الدائرة مع نادي الأهلي المصري.

## روابط خارجية
أحمد مصيلحي على موقع الاتحاد الدولي لكرة اليد (الإنجليزية)
- أحمد مصيلحي على موقع اللجنة الأولمبية الدولية (الإنجليزية)
- أحمد مصيلحي على موقع أوليمبيديا (الإنجليزية)